# 107. helikopterski polk (JLA)
Za druge 107. polke glejte 107. polk.
107. helikopterski polk je bil helikopterski polk v sestavi Jugoslovanske ljudske armade.

## Organizacija
27. junij 1991
- štab
- 782. helikopterska eskadrilja (SA.341, SA.342, Mi-8)
- 783. helikopterska eskadrilja (SA.341, SA.342)